# Raska (vidéaste)
Pour les articles homonymes, voir Raška et Bodin.
Raska, de son vrai nom Simon Bodin, né le 7 juin 1997 à Angers dans le Maine-et-Loire, est un vidéaste web, cadreur et monteur français spécialisé dans la vulgarisation et le divertissement autour de la culture hip-hop, notamment du rap. Actif sur YouTube depuis 2017, il s'est fait connaître par son approche pédagogique et ludique du rap français et international.

## Biographie

### Enfance, début et formation
Il grandit dans le Centre-ville d'Angers, Raska développe très tôt une passion pour le rap. Inspiré par l'émission Abcdr du Son de Mehdi Maïzi et également de Baloo, il décide de contribuer à cette culture à sa manière, sans pour autant devenir artiste. Il a un baccalauréat économique et social avec mention assez bien et est diplômé d'une licence d'information-communication spécialisée en journalisme. Il effectue un passage dans une émission de hip-hop sur Radio Campus Angers,.
Il lance sa première chaîne YouTube à l'âge de 13 ans dans laquelle il se spécialise dans du contenu autour du jeu vidéo Minecraft, une chaîne ayant atteint 10 000 abonnées.
En 2016, il se lance de nouveau sur YouTube en produisant des vidéos de vulgarisation sur le rap, en combinant voix off et montage. En parallèle, il travaille comme cadreur et monteur pour des vidéastes web influents tels que Joyca, Amixem, Prime et également des rappeurs, ce qui lui permet d'acquérir de l'expérience dans le domaine audiovisuel,.

### Carrière sur YouTube
En 2020, il se lance pleinement sur YouTube et sort une série de vidéos intitulée H1N1 dans laquelle il prend le rôle de manager pour essayer de pousser la carrière de l'artiste Dadimeh,.
Raska publie du contenu axé sur l'analyse et la vulgarisation de la culture rap. Ses vidéos abordent des thèmes variés, allant de l'histoire du rap français à l'analyse des liens entre le rap et d'autres phénomènes culturels,. Parmi ses projets notables, on retrouve deux documentaires intitulés L'Histoire du rap français et Le lien entre les gangs & rap.
En 2023, il met en lumière la contribution des femmes dans l'histoire du hip-hop, dans une vidéo où il revient sur l'impact de figures féminines telles que Lauryn Hill, Foxey Brown ou Queen Latifah,.

### Projets

#### Mixtape:Big Santa Tape(2021)
En décembre 2021, Raska lance son premier projet musical d'envergure, la Big Santa Tape, une mixtape collaborative réunissant six artistes de la scène montante du rap français. Ce projet inclut douze morceaux ainsi qu'un coffret de merchandising qui s'est écoulé en vingt minutes lors de sa mise en vente.

#### Jeux mobile:Rap’hero(2022)
En novembre 2022, Raska a lancé Rap’hero, un jeu de soirée accessible via une application mobile, permettant de tester ses connaissances en rap avec des amis. Le jeu propose 150 questions réparties en cinq catégories, et offre une version gratuite ainsi que du contenu premium pour un accès complet. Raska décrit le jeu comme une extension naturelle de son contenu YouTube, où il met régulièrement en compétition des vidéastes sur leurs connaissances en rap. Rap’hero est disponible sur iOS et Android.

#### Bande dessinée:Aksar(2024)
En 2024, il annonce un projet cross-média combinant une bande dessinée et un EP. La BD, intitulée Askar, raconte l'histoire de jeunes aspirants dans la musique, inspirée de son propre parcours,. Un financement participatif sur KissKissBankBank permet de récolter plus de 121 240 euros avec 2 736 contributions pour concrétiser ce projet.